# ایگوآنای کهتر آنتیل
ایگوآنای کهتر آنتیل (نام علمی: Iguana delicatissima) نام یک گونه از سرده ایگوانا است.